# باولينيو بوراسيني
باولينيو بوراسيني  (بالبرتغالية: Paulo Boracini‏) مواليد 26 ديسمبر 1984، هو لاعب كرة سلة برازيلي بدأ مسيرته الاحترافية في سنة 2001 يلعب مع فريق بينيروس في الدوري البرازيلي لكرة السلة ويحمل الرقم 9. يبلغ طوله 6 قدم 0 بوصة (1.8 م).

## فرق لعب لها
- نادي كورينثيانز
- بينهيروس لكرة السلة
- اتلتيكو باوليستانو (كرة سلة)
- بينهيروس لكرة السلة

## روابط خارجية
- باولينيو بوراسيني على موقع الاتحاد الدولي لكرة السلة (الإنجليزية)
- باولينيو بوراسيني على موقع كرة السلة الأوروبية.كوم (الإنجليزية)
- باولينيو بوراسيني على موقع ريلجم (الإنجليزية)